# BEHER
BEHER, (Bernardo Hernández SL), es una empresas española productorasñ de Jamón, Paleta, Embutidos y Carnes de origen ibérico. 
La sede principal se encuentra la localidad de Guijuelo, zona productora del jamón de Guijuelo y con tradición chacinera. 
Desde su fundación en 1930 por Bernardo Hernández Blázquez, BEHER siempre ha sido una empresa familiar, que tras pasar por manos de su hijo Bernardo Hernández, es actualmente dirigida por la tercera generación, los hermanos Bernardo y Jorge Hernández. 
Los productos de la marca han sido galardonados en diferentes eventos nacionales e internacional. En 2001 y 2004, fue premiada como "Mejor empresa internacional" en la IFFA Delicat de Fráncfort del Meno, la principal feria cárnica internacional,  de carácter trienal. Donde la empresa ha cosechado más de 130 medallas entre oro, plata y bronce. Entre sus productos destaca su "Jamón de Bellota Oro 100% Ibérico" que, en 2007, 2010 y 2013, fue reconocido como "Mejor jamón del mundo".. A nivel nacional destacan los galardones obtenidos por ser el "Mejor Jamón de Bellota de Castilla y León" en diferentes años, El Premio Nacional "Salón del Jamón", así como diferentes galardones a nivel empresarial.
En los últimos años, la empresa Guijuelense se ha expandido por todo el territorio nacional gracias a su división de franquicias BEHER STORES que alcanza los 27 establecimientos en España y Portugal, gracias a las 6 nuevas aperturas del último año en lugares emblemáticos como Santiago de Compostela (A Coruña) o la Calle Fuencarral de Madrid, a las que se prevé sumar otra media docena de aperturas en 2025 y que se unen a las ya establecidas en Valencia, Marbella (Málaga), Bilbao, Córdoba. o las presentes en las terminales del Aeropuerto de Adolfo Suárez - Madrid Barajas.

## Gastronomía de España

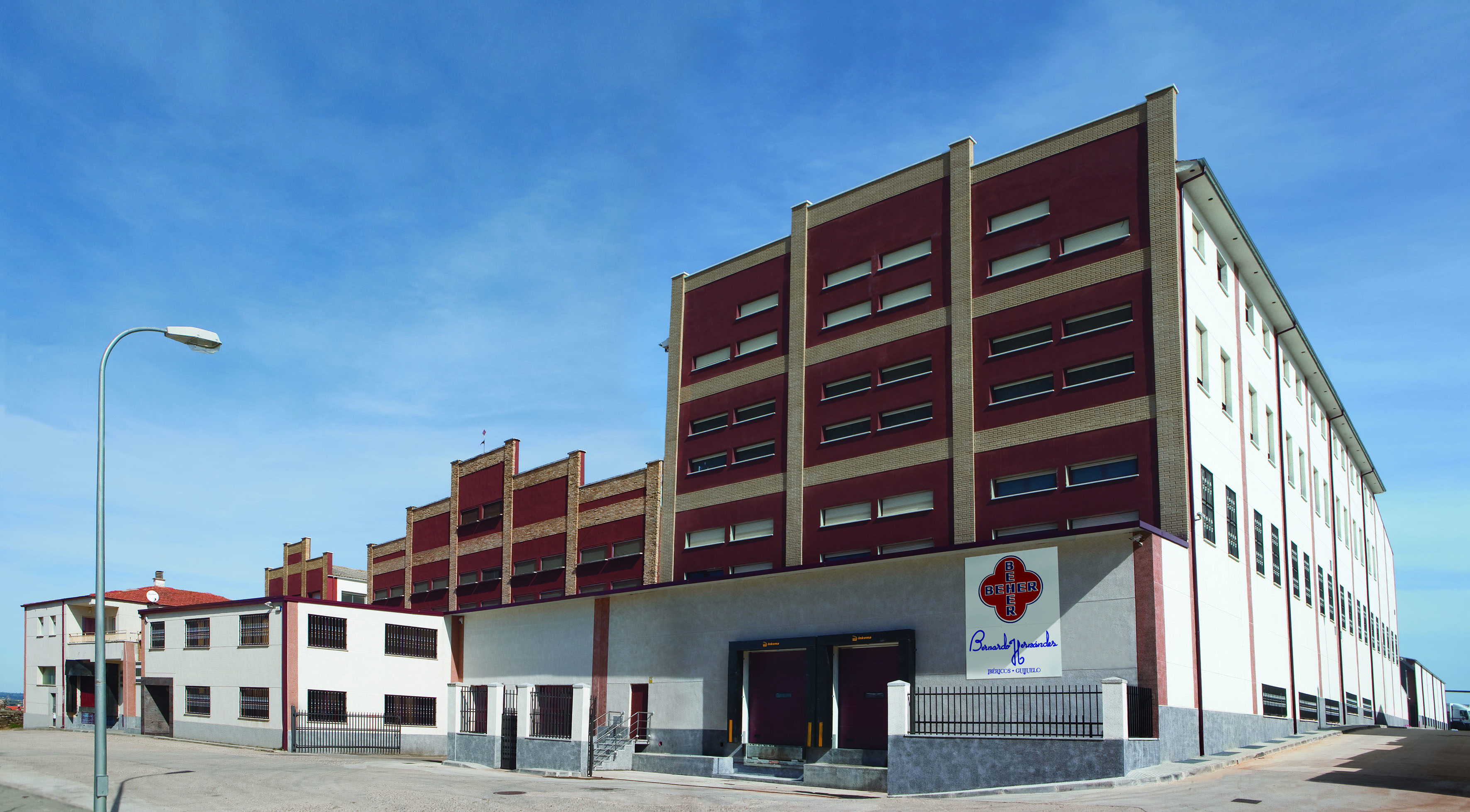
Instalaciones de BEHER en Guijuelo.

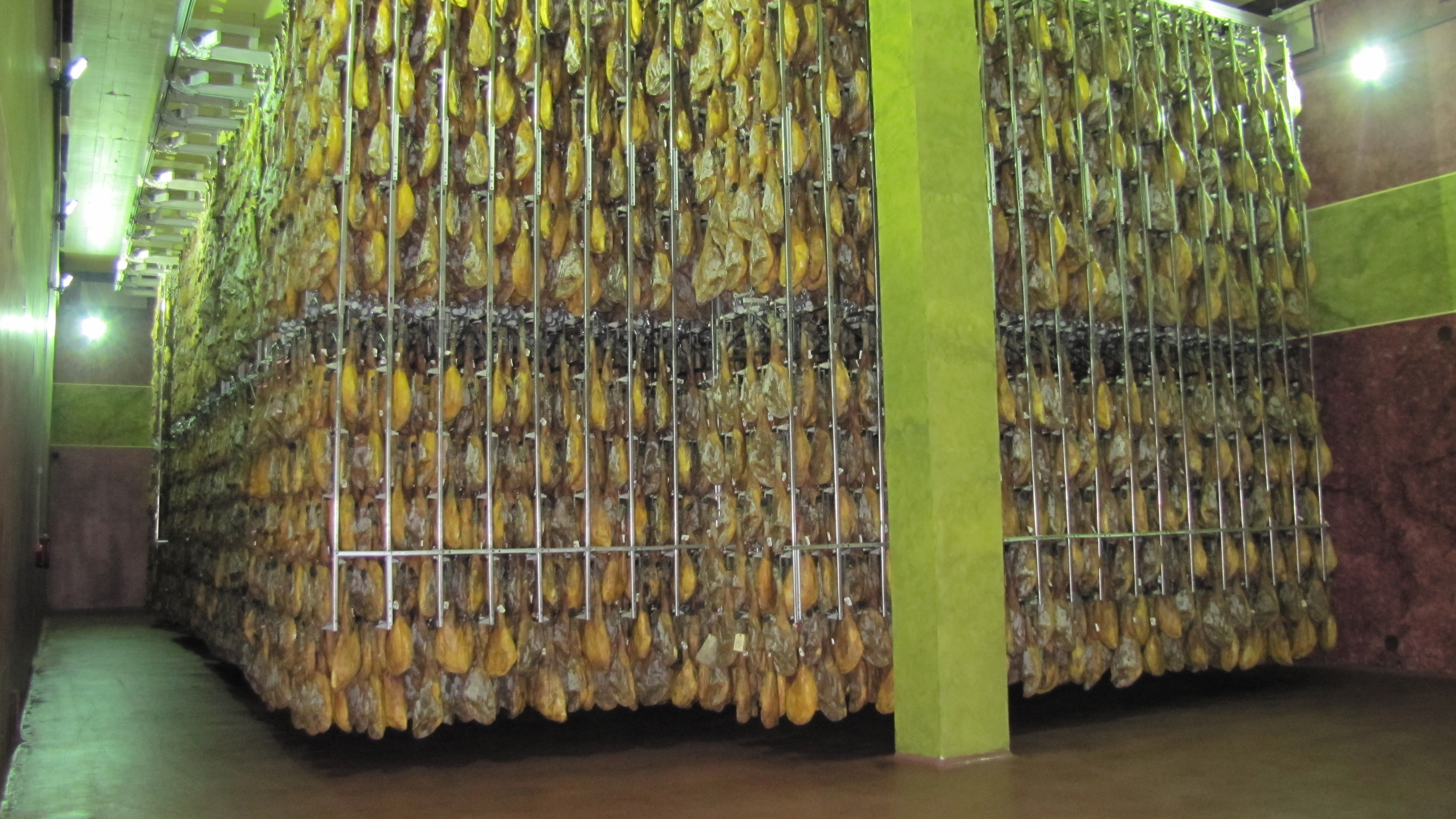
Bodega de curación en las instalaciones de BEHER en Guijuelo.

A principios de los años 1930, Bernardo Hernández Blázquez inició el negocio de la matanza, recogiendo la experiencia familiar, fundando una empresa dedicada íntegramente al sector. En los años 70, el hijo del fundador, Bernardo Hernández García tomó las riendas de la empresa y comienza la cría de cerdo ibérico en instalaciones propias. En la actualidad, son sus hijos quienes dirigen la empresa, siendo una de las 6 mejores empresas del sector, con una cuota de mercado del 2%. En la actualidad exporta sus productos a más de una treintena de países, de todos los continentes, entre los que destacan: Hong Kong, Corea, Japón, Brasil, Rusia y toda la Unión Europea.
En 2010, inauguró unas nuevas instalaciones hasta alcanzar los 19.500 m², entre las que se encuentra la bodega más alta de la Denominación, única en el sector, con 8 metros de altura.

## Productos

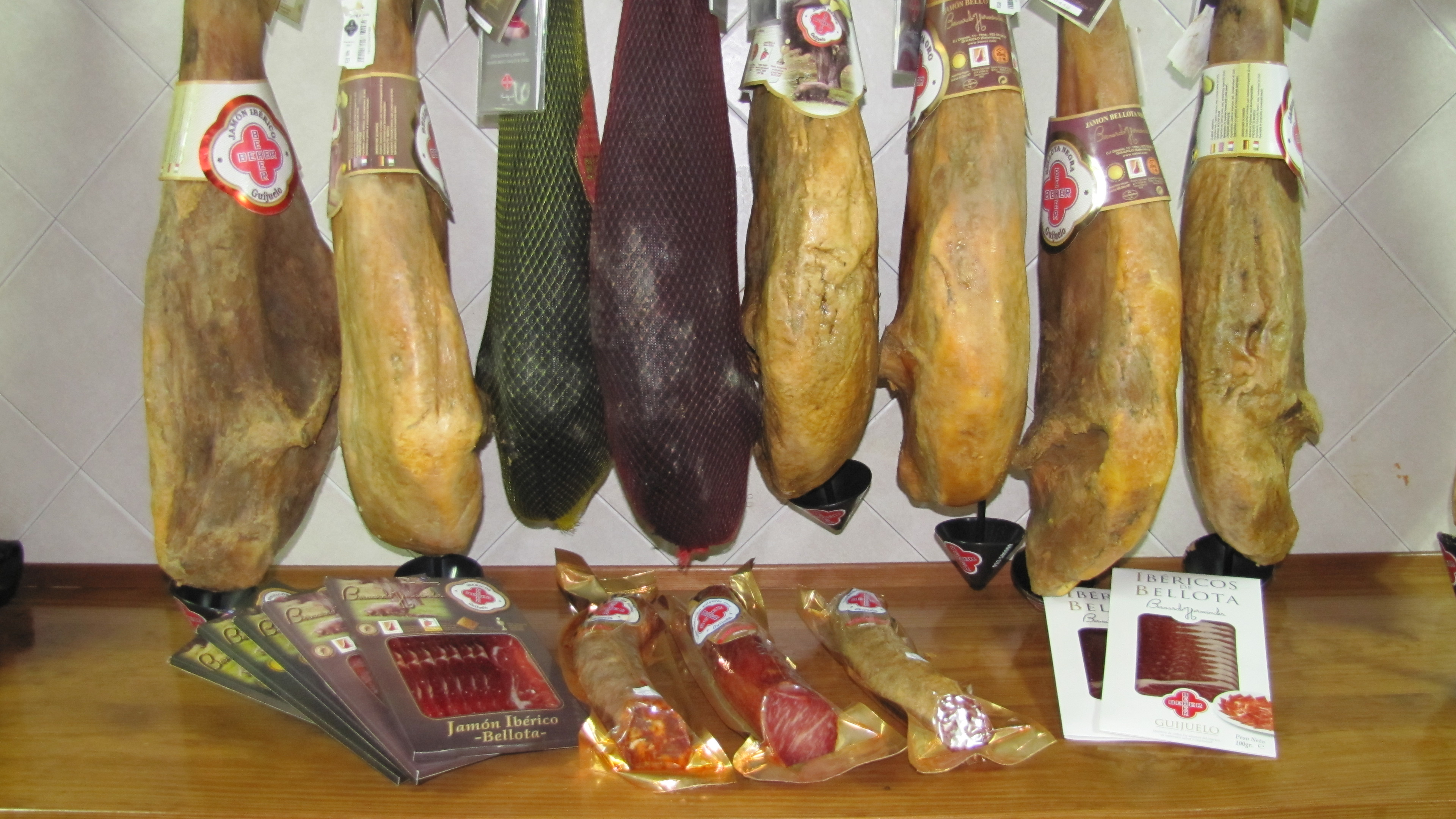
Exposición de embutidos y jamones de bellota con D.O. Jamón de Guijuelo, de BEHER.

BEHER abarca el proceso productivo completo, desde la cría del cerdo en las fincas al corte manual del jamón, consiguiendo así una producción homogénea y reconocida en todo el espectro de fiambres y embutidos:
- Jamón Ibérico de bellota y Paleta ibérica de bellota.
- Embutidos ibéricos de bellota: lomo, chorizo, longaniza, panceta y salchichón.

### Líneas de productos
- Etiqueta Oro: jamón y paleta, ibéricos, de bellota. Son escogidos por su alto nivel en ácido oleico.
- Etiqueta Negra: jamón ibérico de bellota.
- Etiqueta Roja: jamón y paleta, ibéricos, de bellota.
- Loncheados: son cortados por el maestro cortador Anselmo Pérez, actual campeón de España de corte de jamón.

## Premios y reconocimientos

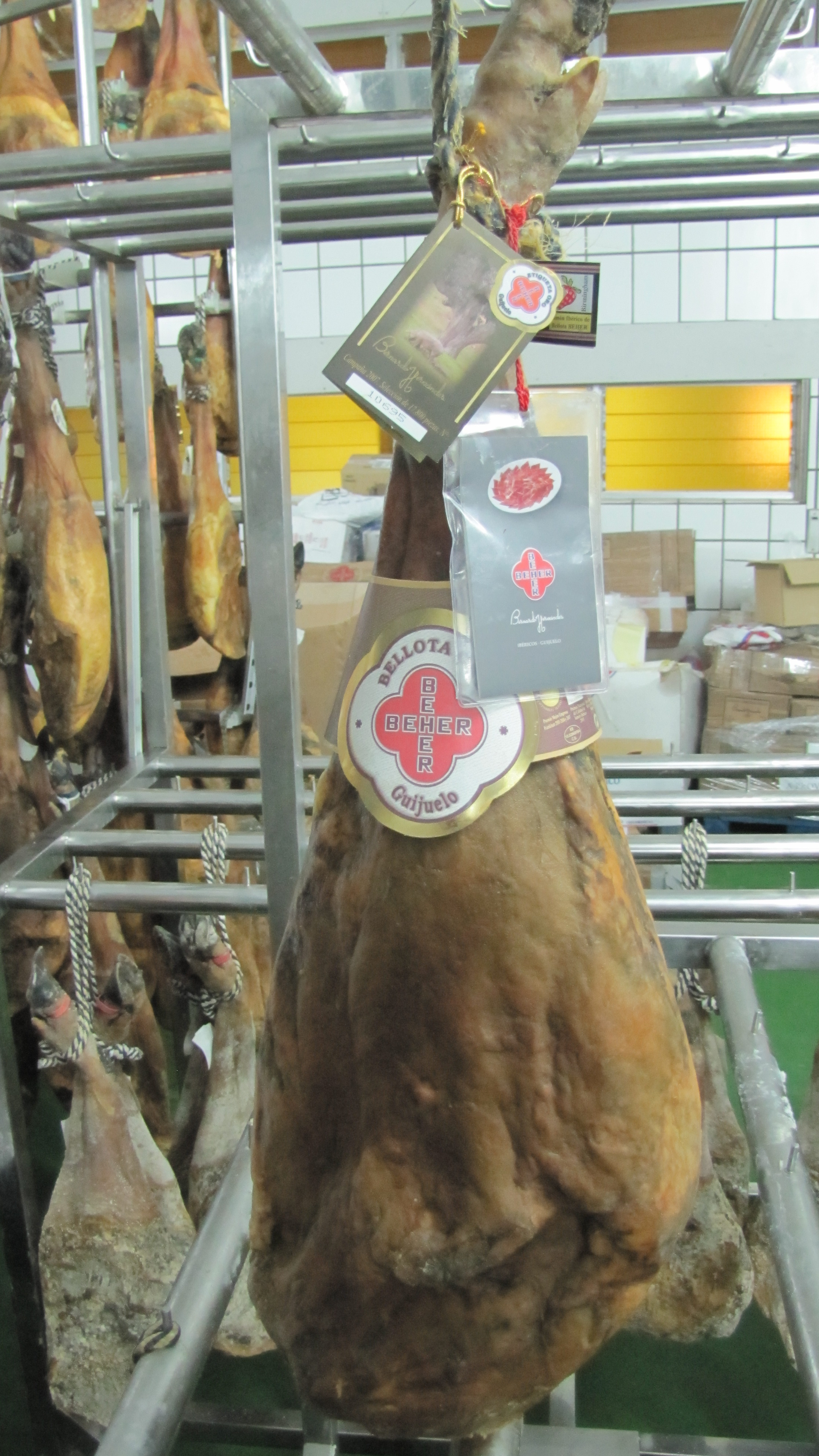
BEHER "Bellota Oro" fue elegido "Mejor jamón del mundo" en la IFFA Delicat 2007, 2010 Y 2013.

Entre sus principales reconocimientos internacionales destacan:
- Feria Nacional de Frankfurt - IFFA Delicat (Alemania), la principal feria cárnica internacional:[5]
  - 1995: 5 medallas de oro.
  - 2001: 10 medallas de oro, y Premio Honorífico "Mejor empresa extranjera".
  - 2004: 13 medallas de oro, y Premio Honorífico "Mejor empresa extranjera".
  - 2007: Gran Premio Especial en la categoría de jamones, 14 medallas de oro, y Premio de honor en la categoría de embutidos.
  - 2010: Gran Premio Especial en la categoría de jamones, 16 medallas de oro.
  - 2013: Gran Premio Especial en la categoría de jamones, 22 medallas de oro.
  - 2016: Premio de Honor a la mejor empresa, Premio Especial Internacional al producto de más calidad en categoría jamones, 20 medallas de oro.
- Food & Drink Expo (Birmingham):
  - 2006: Premio al mejor producto internacional.
- SUFFA (Stuttgart):
  - 2006: 3 medallas de oro.
- Great Taste (Reino Unido):
  - 2006: Medalla de Bronce.
- Salón Nacional del Jamón (SANJA), Teruel (España):
  - 2001: Premio Nacional a la calidad del jamón.
- I Feria del Jamón de Castilla y León, Segovia (España):
  - 2013: Premio al mejor jamón de bellota.
  - 2017: Premio al mejor jamón ibérico de cebo.[10][11]
- Récord Guinness de Gregorio Pérez cortando, durante 40 horas, 36 jamones BEHER, en la Plaza Mayor de Valladolid.[12]